# Liste der Länderspiele der somalischen Fußballnationalmannschaft
Diese Liste enthält alle, von der FIFA anerkannten Spiele der somalischen Fußballnationalmannschaft der Männer.

## 1963 bis 1969
|    | Datum      | Gegner             | Resultat | Anlass                         | Austragungsort    | Bemerkungen                                                                |
| -- | ---------- | ------------------ | -------- | ------------------------------ | ----------------- | -------------------------------------------------------------------------- |
| 1. | 01.11.1963 | Nordkorea          | 0:14     | GANEFO 1963-Vorrunde           | Jakarta (IDN)     | Erstes Länderspiel, Erstes Länderspiel gegen Äthiopien, Höchste Niederlage |
| 2. | ??.11.1963 | Uruguay University | 0:9      | GANEFO 1963-Vorrunde           | Jakarta (IDN)     | Inoffizielles Länderspiel                                                  |
| 3. | 05.01.1969 | Äthiopien          | 0:7      | East African Cup 1969-Vorrunde | Addis Abeba (ÄTH) | Erstes Länderspiel gegen Äthiopien                                         |
| 4. | 07.01.1969 | Uganda             | 1:7      | East African Cup 1969-Vorrunde | Addis Abeba (ÄTH) | Erstes Länderspiel gegen Uganda                                            |

## 1970 bis 1979
|   | Datum      | Gegner              | Resultat | Anlass                                | Austragungsort   | Bemerkungen                       |
| - | ---------- | ------------------- | -------- | ------------------------------------- | ---------------- | --------------------------------- |
| . | 18.08.1972 | Volksrepublik China | 1:3      | Freundschaftsspiel                    | Mogadischu (SOM) | Erstes Länderspiel gegen China    |
| . | 24.11.1972 | Ägypten             | 2:4      | Afrikaspiele 1973/Qualifikation       | Kairo (ÄGY)      | Erstes Länderspiel gegen Ägypten  |
| . | 28.11.1972 | Kenia               | 2:2      | Afrikaspiele 1973/Qualifikation       | Kairo (ÄGY)      | Erstes Länderspiel gegen Kenia    |
| . | 30.11.1972 | Uganda              | 1:0      | Afrikaspiele 1973/Qualifikation       | Kairo (ÄGY)      | Erster Sieg                       |
| . | 17.06.1973 | Volksrepublik China | 4:7      | Freundschaftsspiel                    | Peking (CHN)     |                                   |
| . | 12.08.1973 | Uganda              | 2:0      | Qualifikation für den Afrika-Cup 1974 | Mogadischu (SOM) |                                   |
| . | 27.08.1973 | Uganda              | 0:5      | Qualifikation für den Afrika-Cup 1974 | Kampala (UGA)    |                                   |
| . | 22.09.1973 | Uganda              | 1:6      | CECAFA-Cup 1973-Vorrunde              | Kampala (UGA)    |                                   |
| . | 24.09.1973 | Sambia B            | 1:6      | CECAFA-Cup 1973-Vorrunde              | Kampala (UGA)    | Inoffizielles Länderspiel         |
| . | 10.09.1974 | Libyen              | 2:3      | Freundschaftsspiel                    | ? (LBY)          | Erstes Länderspiel gegen Libyen   |
| . | 03.11.1974 | Sansibar            | 1:2      | CECAFA-Cup 1974-Vorrunde              | ? (TAN)          | Erstes Länderspiel gegen Sansibar |
| . | 04.11.1974 | Uganda              | 1:6      | CECAFA-Cup 1974-Vorrunde              | ? (TAN)          |                                   |
| . | 10.08.1975 | Burundi             | 0:2      | Qualifikation für den Afrika-Cup 1976 | Mogadischu (SOM) | Erstes Länderspiel gegen Burundi  |
| . | 24.08.1975 | Burundi             | 1:0      | Qualifikation für den Afrika-Cup 1976 | Bujumbura (BDI)  |                                   |
| . | 06.11.1976 | Uganda              | 0:2      | CECAFA-Cup 1976-Vorrunde              | ? (SAN)          |                                   |
| . | 08.11.1976 | Sambia              | 2:4      | CECAFA-Cup 1976-Vorrunde              | ? (SAN)          | Erstes Länderspiel gegen Sambia   |
| . | 11.11.1976 | Sansibar            | 0:1      | CECAFA-Cup 1976-Vorrunde              | ? (SAN)          |                                   |
| . | 12.11.1977 | Ägypten             | 0:4      | Afrikaspiele 1978/Qualifikation       | Kairo (ÄGY)      |                                   |
| . | 14.11.1977 | Sudan               | 0:2      | Afrikaspiele 1978/Qualifikation       | Kairo (ÄGY)      | Erstes Länderspiel gegen Sudan    |
| . | 25.11.1977 | Kenia               | 0:1      | CECAFA-Cup 1977-Vorrunde              | Mogadischu (SOM) |                                   |
| . | 30.11.1977 | Sansibar            | 1:0      | CECAFA-Cup 1977-Vorrunde              | Mogadischu (SOM) |                                   |
| . | 03.12.1977 | Uganda              | 1:1      | CECAFA-Cup 1977-Vorrunde              | Mogadischu (SOM) |                                   |
| . | 03.11.1978 | Malawi              | 1:3      | CECAFA-Cup 1978-Vorrunde              | ? (MWI)          | Erstes Länderspiel gegen Malawi   |
| . | 09.11.1978 | Sambia              | 0:4      | CECAFA-Cup 1978-Vorrunde              | ? (MWI)          |                                   |
| . | 11.11.1978 | Kenia               | 1:0      | CECAFA-Cup 1978-Vorrunde              | ? (MWI)          |                                   |
| . | 13.11.1978 | Uganda              | 2:2      | CECAFA-Cup 1978-Vorrunde              | ? (MWI)          |                                   |

## 1980 bis 1989
|   | Datum      | Gegner      | Resultat            | Anlass                                           | Austragungsort   | Bemerkungen                                         |
| - | ---------- | ----------- | ------------------- | ------------------------------------------------ | ---------------- | --------------------------------------------------- |
| . | 16.07.1980 | Niger       | 0:0                 | Qualifikation zur Fußball-Weltmeisterschaft 1982 | Niamey (NGR)     | Erstes Länderspiel gegen Niger                      |
| . | 27.07.1980 | Niger       | 1:1                 | Qualifikation zur Fußball-Weltmeisterschaft 1982 | Mogadischu (SOM) |                                                     |
| . | 17.11.1980 | Tansania    | 1:1                 | CECAFA-Cup 1980-Vorrunde                         | ? (SUD)          | Erstes Länderspiel gegen Tansania                   |
| . | 20.11.1980 | Sudan       | 0:2                 | CECAFA-Cup 1980-Vorrunde                         | ? (SUD)          |                                                     |
| . | 19.09.1982 | Ruanda      | 0:1                 | Qualifikation für den Afrika-Cup 1984            | Mogadischu (SOM) | Erstes Länderspiel gegen Ruanda                     |
| . | ??.01.1983 | Sudan       | 1:1                 | Freundschaftsspiel                               | ? (SAA)          |                                                     |
| . | 14.11.1983 | Sansibar    | 1:1                 | CECAFA-Cup 1983-Vorrunde                         | ? (KEN)          |                                                     |
| . | 17.11.1983 | Malawi      | 1:2                 | CECAFA-Cup 1983-Vorrunde                         | ? (KEN)          |                                                     |
| . | 19.11.1983 | Simbabwe    | 1:2                 | CECAFA-Cup 1983-Vorrunde                         | ? (KEN)          | Erstes Länderspiel gegen Simbabwe                   |
| . | 09.11.1984 | Kenia       | 1:0                 | Qualifikation für den Afrika-Cup 1986            | Mogadischu (SOM) |                                                     |
| . | 23.11.1984 | Kenia       | 0:1 n. V. 3:4 i. E. | Qualifikation für den Afrika-Cup 1986            | Nairobi (KEN)    |                                                     |
| . | 03.12.1984 | Sansibar    | 2:1                 | CECAFA-Cup 1984-Vorrunde                         | ? (UGA)          |                                                     |
| . | 06.12.1984 | Malawi      | 0:1                 | CECAFA-Cup 1984-Vorrunde                         | ? (UGA)          |                                                     |
| . | 08.12.1984 | Kenia       | 1:1 n. V. 4:5 i. E. | CECAFA-Cup 1984-Vorrunde                         | ? (UGA)          |                                                     |
| . | 04.08.1985 | Marokko     | 0:3                 | Panarabische Spiele 1985-Vorrunde                | Rabat (MAR)      | Erstes Länderspiel gegen Marokko                    |
| . | 07.08.1985 | Mauretanien | 5:2                 | Panarabische Spiele 1985-Vorrunde                | Rabat (MAR)      | Erstes Länderspiel gegen Mauretanien, Höchster Sieg |
| . | 10.08.1985 | Tunesien    | 1:2                 | Panarabische Spiele 1985-Vorrunde                | Rabat (MAR)      | Erstes Länderspiel gegen Tunesien                   |
| . | 05.10.1986 | Uganda      | 0:5                 | Qualifikation für den Afrika-Cup 1988            | Kampala (UGA)    |                                                     |
| . | 07.10.1986 | Kenia       | 1:2                 | Freundschaftsspiel                               | ? (KEN)          |                                                     |
| . | 19.10.1986 | Uganda      | 0:0                 | Qualifikation für den Afrika-Cup 1988            | Mogadischu (SOM) |                                                     |

## 1990 bis 1999
|   | Datum      | Gegner    | Resultat | Anlass                   | Austragungsort | Bemerkungen                        |
| - | ---------- | --------- | -------- | ------------------------ | -------------- | ---------------------------------- |
| . | 26.11.1994 | Kenia     | 1:3      | CECAFA-Cup 1994-Vorrunde | Nairobi (KEN)  |                                    |
| . | 29.11.1994 | Tansania  | 0:4      | CECAFA-Cup 1994-Vorrunde | Nairobi (KEN)  |                                    |
| . | 01.12.1994 | Dschibuti | 2:1      | CECAFA-Cup 1994-Vorrunde | Nairobi (KEN)  | Erstes Länderspiel gegen Dschibuti |
| . | 28.11.1995 | Uganda B  | 1:3      | CECAFA-Cup 1995-Vorrunde | ? (UGA)        | Inoffizielles Länderspiel          |
| . | 01.12.1995 | Tansania  | 0:7      | CECAFA-Cup 1995-Vorrunde | ? (UGA)        |                                    |
| . | 03.12.1995 | Äthiopien | 0:5      | CECAFA-Cup 1995-Vorrunde | ? (UGA)        |                                    |
| . | 27.07.1999 | Burundi   | 0:3      | CECAFA-Cup 1999-Vorrunde | ? (RUA)        |                                    |
| . | 09.11.1999 | Uganda    | 0:2      | CECAFA-Cup 1999-Vorrunde | ? (RUA)        |                                    |

## 2000 bis 2009
|   | Datum      | Gegner      | Resultat | Anlass                                           | Austragungsort    | Bemerkungen                      |
| - | ---------- | ----------- | -------- | ------------------------------------------------ | ----------------- | -------------------------------- |
| . | 19.04.2000 | Kamerun     | 0:3      | Qualifikation zur Fußball-Weltmeisterschaft 2002 | Yaoundé (KMR)     | Erstes Länderspiel gegen Kamerun |
| . | 23.04.2000 | Kamerun     | 0:3      | Qualifikation zur Fußball-Weltmeisterschaft 2002 | Yaoundé (KMR)     |                                  |
| . | 19.11.2000 | Dschibuti   | 0:0      | CECAFA-Cup 2000-Vorrunde                         | Kampala (UGA)     |                                  |
| . | 21.11.2000 | Äthiopien   | 1:2      | CECAFA-Cup 2000-Vorrunde                         | Kampala (UGA)     |                                  |
| . | 23.11.2000 | Uganda A    | 0:6      | CECAFA-Cup 2000-Vorrunde                         | Kampala (UGA)     |                                  |
| . | 26.11.2000 | Burundi     | 0:3      | CECAFA-Cup 2000-Vorrunde                         | Kampala (UGA)     |                                  |
| . | 08.12.2001 | Ruanda A    | 0:3      | CECAFA-Cup 2001-Vorrunde                         | ? (RUA)           |                                  |
| . | 12.12.2001 | Kenia       | 0:3      | CECAFA-Cup 2001-Vorrunde                         | ? (RUA)           |                                  |
| . | 14.12.2001 | Eritrea     | 0:0      | CECAFA-Cup 2001-Vorrunde                         | ? (RUA)           | Erstes Länderspiel gegen Eritrea |
| . | 01.12.2002 | Uganda      | 0:2      | CECAFA-Cup 2002-Vorrunde                         | Arusha (TAN)      |                                  |
| . | 03.12.2002 | Ruanda      | 0:1      | CECAFA-Cup 2002-Vorrunde                         | Arusha (TAN)      |                                  |
| . | 05.12.2002 | Sansibar    | 0:1      | CECAFA-Cup 2002-Vorrunde                         | Arusha (TAN)      |                                  |
| . | 07.12.2002 | Äthiopien   | 1:0      | CECAFA-Cup 2002-Vorrunde                         | Arusha (TAN)      |                                  |
| . | 16.11.2003 | Ghana       | 0:5      | Qualifikation zur Fußball-Weltmeisterschaft 2006 | Accra (GHA)       | Erstes Länderspiel gegen Ghana   |
| . | 19.11.2003 | Ghana       | 0:2      | Qualifikation zur Fußball-Weltmeisterschaft 2006 | Kumasi (GHA)      |                                  |
| . | 12.12.2004 | Uganda      | 0:1      | CECAFA-Cup 2004-Vorrunde                         | Addis Abeba (ÄTH) |                                  |
| . | 14.12.2004 | Kenia       | 0:1      | CECAFA-Cup 2004-Vorrunde                         | Addis Abeba (ÄTH) |                                  |
| . | 18.12.2004 | Sudan       | 0:4      | CECAFA-Cup 2004-Vorrunde                         | Addis Abeba (ÄTH) |                                  |
| . | 27.11.2005 | Dschibuti   | 2:1      | CECAFA-Cup 2005-Vorrunde                         | ? (RUA)           |                                  |
| . | 29.11.2002 | Sudan       | 1:4      | CECAFA-Cup 2005-Vorrunde                         | ? (RUA)           |                                  |
| . | 01.12.2005 | Uganda      | 0:7      | CECAFA-Cup 2005-Vorrunde                         | ? (RUA)           |                                  |
| . | 05.12.2005 | Äthiopien   | 1:3      | CECAFA-Cup 2005-Vorrunde                         | ? (RUA)           |                                  |
| . | 27.11.2006 | Ruanda      | 0:3      | CECAFA-Cup 2006-Vorrunde                         | Addis Abeba (ÄTH) |                                  |
| . | 30.11.2006 | Sudan       | 0:3      | CECAFA-Cup 2006-Vorrunde                         | Addis Abeba (ÄTH) |                                  |
| . | 03.12.2006 | Uganda      | 0:2      | CECAFA-Cup 2006-Vorrunde                         | Addis Abeba (ÄTH) |                                  |
| . | 21.12.2006 | Sudan       | 1:6      | Arabischer Nationenpokal 2009/Qualifikation      | Beirut (LIB)      |                                  |
| . | 24.12.2006 | Libanon     | 0:4      | Arabischer Nationenpokal 2009/Qualifikation      | Beirut (LIB)      | Erstes Länderspiel gegen Libanon |
| . | 27.12.2006 | Mauretanien | 2:8      | Arabischer Nationenpokal 2009/Qualifikation      | Beirut (LIB)      |                                  |
| . | 16.11.2007 | Dschibuti   | 0:1      | Qualifikation zur Fußball-Weltmeisterschaft 2010 | Dschibuti (DSC)   |                                  |
| . | 10.12.2007 | Burundi     | 0:3      | CECAFA-Cup 2007-Vorrunde                         | Daressalaam (TAN) |                                  |
| . | 12.12.2007 | Tansania    | 0:1      | CECAFA-Cup 2007-Vorrunde                         | Daressalaam (TAN) |                                  |
| . | 14.12.2007 | Uganda      | 0:2      | CECAFA-Cup 2007-Vorrunde                         | Daressalaam (TAN) |                                  |
| . | 23.12.2008 | Dschibuti   | 3:2      | Freundschaftsspiel                               | Dschibuti (DSC)   |                                  |
| . | 01.01.2009 | Sansibar    | 0:2      | CECAFA-Cup 2008-Vorrunde                         | Kampala (UGA)     |                                  |
| . | 03.01.2009 | Tansania    | 1:0      | CECAFA-Cup 2008-Vorrunde                         | Kampala (UGA)     |                                  |
| . | 05.01.2009 | Ruanda      | 0:3      | CECAFA-Cup 2008-Vorrunde                         | Kampala (UGA)     |                                  |
| . | 07.01.2009 | Uganda      | 0:4      | CECAFA-Cup 2008-Vorrunde                         | Kampala (UGA)     |                                  |
| . | 29.11.2009 | Ruanda      | 0:1      | CECAFA-Cup 2009-Vorrunde                         | Nairobi (KEN)     |                                  |
| . | 03.12.2009 | Simbabwe    | 0:2      | CECAFA-Cup 2009-Vorrunde                         | Nairobi (KEN)     |                                  |
| . | 05.12.2009 | Eritrea     | 1:3      | CECAFA-Cup 2009-Vorrunde                         | Nairobi (KEN)     |                                  |

## 2010 bis 2019
|   | Datum      | Gegner    | Resultat | Anlass                                                    | Austragungsort    | Bemerkungen                       |
| - | ---------- | --------- | -------- | --------------------------------------------------------- | ----------------- | --------------------------------- |
| . | 08.01.2010 | Dschibuti | 1:0      | Qualifikation zum Afrikanische Nationenmeisterschaft 2011 | Dschibuti (DSC)   |                                   |
| . | 27.03.2010 | Tansania  | 0:6      | Qualifikation zum Afrikanische Nationenmeisterschaft 2011 | ? (TAN)           |                                   |
| . | 27.11.2010 | Burundi   | 0:2      | CECAFA-Cup 2010-Vorrunde                                  | Daressalaam (TAN) |                                   |
| . | 30.11.2010 | Tansania  | 0:3      | CECAFA-Cup 2010-Vorrunde                                  | Daressalaam (TAN) |                                   |
| . | 03.12.2010 | Sambia    | 0:6      | CECAFA-Cup 2010-Vorrunde                                  | Daressalaam (TAN) |                                   |
| . | 01.11.2011 | Dschibuti | 0:1      | Freundschaftsspiel                                        | Dschibuti (DSC)   |                                   |
| . | 12.11.2011 | Äthiopien | 0:0      | Qualifikation zur Fußball-Weltmeisterschaft 2014          | Dschibuti (DSC)   |                                   |
| . | 16.11.2011 | Äthiopien | 0:5      | Qualifikation zur Fußball-Weltmeisterschaft 2014          | Addis Abeba (ÄTH) |                                   |
| . | 25.11.2011 | Burundi   | 1:4      | CECAFA-Cup 2011-Vorrunde                                  | Daressalaam (TAN) |                                   |
| . | 27.11.2011 | Uganda    | 0:4      | CECAFA-Cup 2011-Vorrunde                                  | Daressalaam (TAN) |                                   |
| . | 01.12.2011 | Sansibar  | 0:3      | CECAFA-Cup 2011-Vorrunde                                  | Daressalaam (TAN) |                                   |
| . | 25.11.2012 | Burundi   | 1:5      | CECAFA-Cup 2012-Vorrunde                                  | Kampala (UGA)     |                                   |
| . | 28.11.2012 | Sudan     | 0:1      | CECAFA-Cup 2012-Vorrunde                                  | Kampala (UGA)     |                                   |
| . | 01.12.2012 | Tansania  | 0:7      | CECAFA-Cup 2012-Vorrunde                                  | Kampala (UGA)     |                                   |
| . | 28.11.2013 | Burundi   | 0:2      | CECAFA-Cup 2013-Vorrunde                                  | Machakos (KEN)    |                                   |
| . | 01.12.2013 | Tansania  | 0:1      | CECAFA-Cup 2013-Vorrunde                                  | Nairobi (KEN)     |                                   |
| . | 04.12.2013 | Sambia    | 0:4      | CECAFA-Cup 2013-Vorrunde                                  | Nakuru (KEN)      |                                   |
| . | 09.10.2015 | Niger     | 0:2      | Qualifikation zur Fußball-Weltmeisterschaft 2018          | Addis Abeba (ÄTH) |                                   |
| . | 13.10.2015 | Niger     | 0:4      | Qualifikation zur Fußball-Weltmeisterschaft 2018          | Niamey (NGR)      |                                   |
| . | 22.11.2015 | Tansania  | 0:4      | CECAFA-Cup 2015-Vorrunde                                  | Addis Abeba (ÄTH) |                                   |
| . | 25.11.2015 | Äthiopien | 0:2      | CECAFA-Cup 2015-Vorrunde                                  | Awassa (ÄTH)      |                                   |
| . | 27.11.2015 | Ruanda    | 0:3      | CECAFA-Cup 2015-Vorrunde                                  | Awassa (ÄTH)      |                                   |
| . | 22.04.2017 | Südsudan  | 1:2      | Qualifikation zum Afrikanische Nationenmeisterschaft 2018 | Dschibuti (DSC)   | Erstes Länderspiel gegen Südsudan |
| . | 30.04.2017 | Südsudan  | 0:2      | Qualifikation zum Afrikanische Nationenmeisterschaft 2018 | Juba (SSD)        |                                   |
| . | 06.01.2019 | Dschibuti | 4:1      | Freundschaftsspiel                                        | Dschibuti (DSC)   |                                   |
| . | 22.07.2019 | Dschibuti | 0:1      | Freundschaftsspiel                                        | Dschibuti (DSC)   |                                   |
| . | 27.07.2019 | Uganda    | 1:3      | Qualifikation zum Afrikanische Nationenmeisterschaft 2020 | Dschibuti (DSC)   |                                   |
| . | 03.08.2019 | Uganda    | 1:4      | Qualifikation zum Afrikanische Nationenmeisterschaft 2020 | Kampala (UGA)     |                                   |
| . | 05.09.2019 | Simbabwe  | 1:0      | Qualifikation zur Fußball-Weltmeisterschaft 2022          | Dschibuti (DSC)   |                                   |
| . | 10.09.2019 | Simbabwe  | 1:3      | Qualifikation zur Fußball-Weltmeisterschaft 2022          | Harare (SIM)      |                                   |
| . | 07.12.2019 | Dschibuti | 0:0      | CECAFA-Cup 2019-Vorrunde                                  | Kampala (UGA)     |                                   |
| . | 09.12.2019 | Uganda    | 0:2      | CECAFA-Cup 2019-Vorrunde                                  | Kampala (UGA)     |                                   |
| . | 13.12.2019 | Burundi   | 1:0      | CECAFA-Cup 2019-Vorrunde                                  | Kampala (UGA)     |                                   |
| . | 15.12.2019 | Eritrea   | 0:0      | CECAFA-Cup 2019-Vorrunde                                  | Kampala (UGA)     |                                   |

## Seit 2020
|   | Datum      | Gegner       | Resultat | Anlass                                           | Austragungsort           | Bemerkungen                           |
| - | ---------- | ------------ | -------- | ------------------------------------------------ | ------------------------ | ------------------------------------- |
| . | 15.06.2021 | Dschibuti    | 0:1      | Freundschaftsspiel                               | Dschibuti                |                                       |
| . | 20.06.2021 | Oman         | 1:2      | FIFA-Arabien-Pokal 2021/Qualifikation            | Doha (Katar)             | Erstes Länderspiel gegen Oman         |
| . | 23.03.2022 | Eswatini     | 0:3      | Qualifikation zum Afrika-Cup 2024                | Dar es Salaam (Tansania) | Erstes Länderspiel gegen Eswatini     |
| . | 27.03.2022 | Eswatini     | 1:2      | Qualifikation zum Afrika-Cup 2024                | Manzini (Eswatini)       |                                       |
| . | 14.10.2023 | Niger        | 0:3      | Freundschaftsspiel                               | Berrechid (Marokko)      |                                       |
| . | 17.10.2023 | Sierra Leone | 0:2      | Freundschaftsspiel                               | Berrechid (Marokko)      | Erstes Länderspiel gegen Sierra Leone |
| . | 19.10.2023 | Libyen       | 0:0      | Freundschaftsspiel                               | Berrechid (Marokko)      |                                       |
| . | 16.11.2023 | Algerien     | 1:3      | Qualifikation zur Fußball-Weltmeisterschaft 2026 | Algier (Algerien)        | Erstes Länderspiel gegen Algerien     |
| . | 21.11.2023 | Uganda       | 0:1      | Qualifikation zur Fußball-Weltmeisterschaft 2026 | Berkane (Marokko)        |                                       |
| . | 20.03.2024 | Eswatini     | 0:3      | Qualifikation zum Afrika-Cup 2025                | El Jadida (Marokko)      |                                       |
| . | 26.03.2024 | Eswatini     | 2:2      | Qualifikation zum Afrika-Cup 2025                | Mbombela (Südafrika)     |                                       |
| . | .06.2024   | Mosambik     | :        | Qualifikation zur Fußball-Weltmeisterschaft 2026 |                          | Erstes Länderspiel gegen Mosambik     |
| . | .06.2024   | Botswana     | :        | Qualifikation zur Fußball-Weltmeisterschaft 2026 |                          | Erstes Länderspiel gegen Botswana     |
| . | .03.2025   | Guinea       | :        | Qualifikation zur Fußball-Weltmeisterschaft 2026 |                          | Erstes Länderspiel gegen Guinea       |